# Fritz Hess (Buchhändler)
Fritz Hess (* 2. Oktober 1901 in Engelberg; † 28./29. August 1991; heimatberechtigt in Engelberg) war ein Schweizer Buchhandelsmanager.

## Leben
Der Sohn des Schreibwarenhändlers Robert Hess besuchte Mittelschule und Handelsschule. In den 1930er Jahren organisierte er im Sinne der Geistigen Landesverteidigung zusammen mit Herbert Lang, Werner Krebser und Adolf Lüthy «ein Treffen junger, oppositioneller Buchhändler». Sie «verknüpften wohl erstmals Wirtschaftliches und Politisches» in der Schweizer Buchhändlerbranche. Von 1935 bis 1937 war Hess Präsident des Schweizerischen Buchhändlervereins. Von 1937 bis 1967 war er Geschäftsführer des Schweizerischen Vereinssortiments, der Einkaufsgenossenschaft der schweizerischen Buchhändler.
Hess war ab 1937 mit Bertha Hess-Zimmermann verheiratet und hatte drei Kinder.

## Publikationen (Auswahl)
- Die wirtschaftliche Seite des Sortiments. Schweizerischer Buchhändlerverein, Zürich 1943, 19 Seiten.
- Menschen, Bücher und bewegte Zeiten: Ein halbes Jahrhundert Schweizer Buchhandel. Huber, Frauenfeld/Stuttgart 1970, 213 Seiten.
- Offen jedem untadelhaften Manne: 125 Jahre Schweizerischer Buchhändler- und Verleger-Verein. In: Börsenblatt für den deutschen Buchhandel. Band 30, 1974, S. 1854–1857 (mit 2 Abbildungen).